# Protosmia querquedula
Protosmia querquedula är en biart som beskrevs av Van der Zanden 1994. Protosmia querquedula ingår i släktet Protosmia och familjen buksamlarbin. Inga underarter finns listade i Catalogue of Life.